# Месје 30
Месје 30 (М30) је збијено звездано јато у сазвежђу Јарац које се налази у Месјеовом каталогу објеката дубоког неба.
Деклинација објекта је - 23° 10' 43" а ректасцензија 21h 40m 22,0s. Привидна величина (магнитуда) објекта М30 износи 6,9. М30 је још познат и под ознакама NGC 7099, GCL 122, ESO 531-SC21.